# Voghji
Voghji  (armeniska: Ողջի); (azerbajdzjanska: Oxçuçay) är ett vattendrag i Azerbajdzjan, på gränsen till Armenien. Det ligger i den södra delen av landet, 300 km sydväst om huvudstaden Baku.
Trakten runt Voghji består i huvudsak av gräsmarker. Runt Voghji är det ganska glesbefolkat, med 27 invånare per kvadratkilometer.